# Max Friedrich Kunze
Max Friedrich Kunze (* 10. Februar 1838 in Wildenthal; † 9. März 1921 in Tharandt) war ein deutscher Forstwissenschaftler und gilt als Begründer des forstlichen Versuchswesens.

## Leben und Wirken

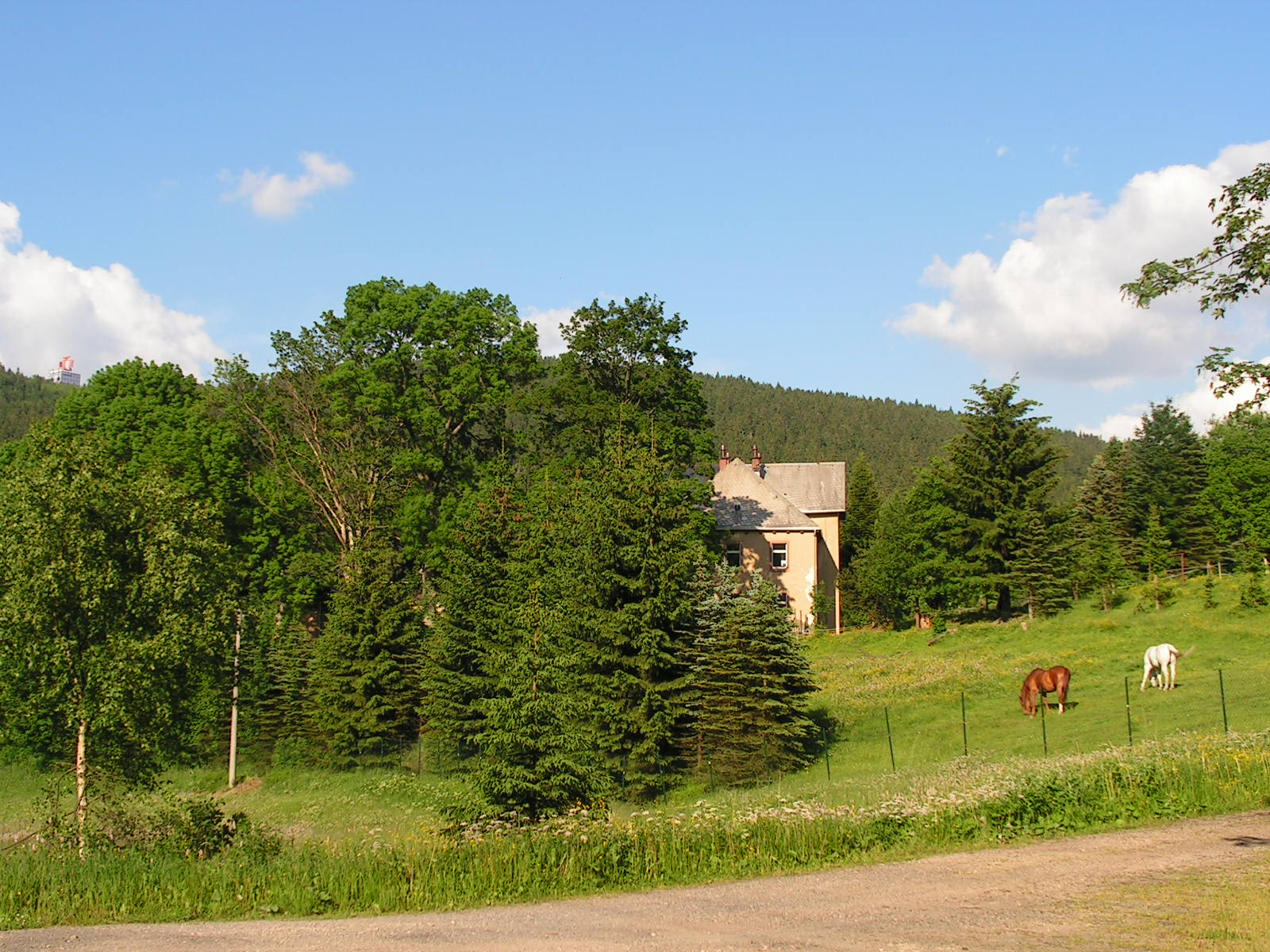
Blick zum alten Forstamt in Wildenthal und zum Auersberg

Der im Forstamt von Wildenthal geborene Kunze studierte ab 1857 an der Forstakademie in Tharandt und später in Gießen und Leipzig. Nachdem er anschließend als Revierverwalter gearbeitet hatte, wurde er 1870 als Mathematikprofessor an seine Studienstätte in Tharandt berufen. Hier machte er sich besonders durch seine bahnbrechende Arbeit für das Versuchswesen und die Anlegung von Versuchsflächen, die noch heute weitergeführt werden, einen Namen.
Kunze war Mitbegründer des Vereins Deutscher Forstlicher Versuchsanstalten. Er verstarb 1921 in Tharandt und wurde auf dem dortigen Neuen Friedhof beigesetzt.

## Werke
- Hilfstafeln für Holzmassen-Aufnahmen. 1884
- Untersuchungen über die Genauigkeit der Inhaltsberechnung der Stämme aus Mittenstärke und Länge, 1912
- Untersuchungen über den Einfluss verschiedener Durchforstungsgrade auf den Wachstumsgang eines Kiefernbestandes, 1913
- Anleitung zur Aufnahme des Holzgehaltes der Waldbestände, 1916
- Über den Einfluss der Anbaumethode auf den Ertrag der gemeinen Kiefer, 1918
- Untersuchungen über den Einfluss der Beastung auf die Schaftform der Fichte. In: Mitteilungen aus der Sächsischen forstlichen Versuchsanstalt zu Tharandt; 1921, Bd. 2, H. 3, S. 116–156